# Yitong
Yitong, tidigare stavat Itung, är ett autonomt härad som lyder under Sipings stad på prefekturnivå i Jilin-provinsen i nordöstra Kina, omkring 63 kilometer söder om provinshuvudstaden Changchun. 